# حقیقت من (ترانه)
حقیقت من (انگلیسی: "My Truth") نام ترانه ای از گروه پاپ مکزیکی مانا به همراهی شکیرا می باشد که در ۹ فوریه ۲۰۱۵ منتشر شده است.